# منتخب بولندا للريشة الطائرة
منتخب بولندا لتنس الريشة هو ممثل بولندا الرسمي في المنافسات الدولية في كرة الريشة .